# ابراهیم الحسن
ابراهیم الحسن (عربی: ابراهيم الحسن؛ زادهٔ ۱۰ ژوئیهٔ ۱۹۸۱) یک بازیکن فوتبال اهل سوریه است.
از باشگاه‌هایی که در آن بازی کرده‌است می‌توان به باشگاه ورزشی النواعیر، باشگاه فوتبال تشرین سوریه، و تیم ملی فوتبال سوریه اشاره کرد.
وی همچنین در تیم ملی فوتبال سوریه بازی کرده است.